# 孫鳴鳳
孫鳴鳳（？—？），字文瑞，號梧冈，江西瑞州府高安縣人，民籍，明朝政治人物。

## 生平
隆庆四年庚午科江西鄉試第五十九名舉人。隆慶五年（1571年）中式辛未科三甲第二百九十名進士。通政司觀政，六年降夷陵州判官，升山东聊城知县，萬曆四年（1576年）调任山东昌邑县知县，升都察院经历，因贪污被听勘，卒。

## 家族
曾祖孫子輿；祖父孫弘道；父孫可舉，母楊氏。